# پایشگاه درازمدت بوم‌سازگان

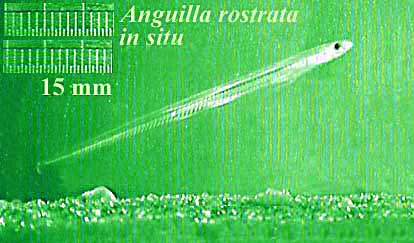
مارماهی شیشه‌ای در میکروسکوپ آنلاین درجا در پروژه LEO

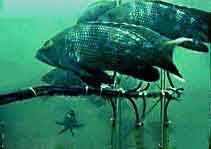
تصویر باس دریایی از نیوجرسی، ایالات متحده گرفته شده‌است.

پایشگاه درازمدت بوم‌شناختی (به انگلیسی: Long-term Ecological Observatory) پروژه‌ای در سواحل نیوجرسی، ایالات متحده است که فرآیندهای اقیانوس را با سیستم‌های برخط فناوری اطلاعات پایش و نظارت می‌کند که توسط مؤسسه علوم دریایی و ساحلی در دانشگاه راتگرز هدایت می‌شود. در حال حاضر سنسورهایی برای دما، شوری ، انتقال، نور، تضعیف نور، فلورسانس، فشار و سرعت نصب شده‌اند.